# 麦基诺岛陨石
2009年10月13日，“机遇号”漫游车在火星上发现了麦基诺岛陨石（Mackinac Island meteorite）。

## 历史
麦基诺岛陨石是火星车在子午线高原数百米范围内遇到的三颗铁陨石中的第三颗，其他二颗为谢尔特岛和布洛克岛。
麦基诺岛可能在诺亚纪晚期坠落在火星上，并被严重风化。

## 另请查看
- 大气层重返
- 弹跳岩
- 陨石学辞汇
- 热盾岩
- 火星陨石列表
- 火星岩石列表
- 红岛陨石